# Andrew Gifford
Pour les articles homonymes, voir Gifford.
Andrew Gifford, né le 17 août 1700 à Bristol et mort le 19 juin 1784 à Londres, est un bibliothécaire et numismate britannique. 

## Biographie
Élève de la Dissenting academie de Tewkesbury, il devient membre de la Society of Antiquaries of London et est nommé en 1757 bibliothécaire adjoint du British Museum, poste qu'il conserve jusqu'à sa mort en 1784. Il est inhumé au cimetière de Bunhill Fields. 
Il est célèbre pour avoir constitué une riche bibliothèque qu'il lègue lors de son décès à sa ville natale.  